# Hrvoje Milić
Hrvoje Milić (* 10. Mai 1989 in Osijek) ist ein kroatischer ehemaliger Fußballspieler.

## Verein
Milić begann mit dem Fußballspielen bei NK Osijek, ehe er sich der Nachwuchsabteilung von Hajduk Split anschloss. Dort rückte er 2008 in den Kader der Männermannschaft auf und kam zu vereinzelten Spieleinsätzen. Anfang 2009 absolvierte Milić ein Probetraining beim schwedischen Klub Djurgårdens IF. Nachdem er die Verantwortlichen des Klubs überzeugt hatte, schloss er sich im März des Jahres dem Klub an und unterschrieb einen Vier-Jahres-Kontrakt. Mit der Rückennummer „19“ erspielte der Offensivspieler sich im Laufe der Spielzeit 2009 einen Stammplatz in der Allsvenskan. An der Seite von Jan Tauer, Sebastian Rajalakso, Johan Oremo, Daniel Sjölund und Mattias Jonson rutschte er mit seinem Arbeitgeber in den Abstiegskampf und trotz drei Torerfolgen im Verlauf der Spielzeit beendete er mit der Mannschaft die Spielzeit auf einem Relegationsplatz. Nach einer 0:2-Hinspielniederlage gegen Assyriska Föreningen, den Tabellendritten der Zweitliga-Spielzeit 2009, gehörte er im Rückspiel mit seiner Vorlage zum 2:0-Zwischenstand durch Christer Youseff zu den Spielern, die mit einem 3:0-Erfolg nach Verlängerung den Klassenerhalt bewerkstelligten. Dennoch gehörte er in der folgenden Spielzeit nicht mehr zu den Stammkräften und kam vermehrt in der U-21-Mannschaft des Klubs zum Einsatz. Insbesondere sein Charakter und seine Einstellung – im Sommer kehrte er beispielsweise erst verspätet aus seinem Sommerpausenaufenthalt in Kroatien zurück – bewogen den Verein, im Sommer 2010 trotz des vorhandenen Talents die Trennung zu lancieren. Nachdem bis zum Ende der Sommer-Transferperiode kein Wechsel zustande gekommen war, einigten sich Verein und Spieler auf eine Auszeit des Spielers, der sich einen neuen Verein suchen darf. Nach Ende der Spielzeit 2010 verließ Milić Schweden und kehrte in sein Heimatland zurück und schloss sich NK Istra 1961 an. Im Sommer 2013 wechselte er in die russische Premjer-Liga zu FK Rostow. Dort gewann er ein Jahr später den nationalen Pokal. Im Sommer 2015 wechselte Milić ablösefrei zu HNK Hajduk Split zurück. Am 16. Mai 2016 gab der AC Florenz auf seiner Clubhomepage die Verpflichtung Milićs bekannt. Im Sommer 2017 wechselte Milić zu Olympiakos Piräus und ein halbes Jahr später gab der SSC Neapel die Verpflichtung von Milić bis zum Saisonende bekannt. Dort absolvierte er allerdings kein Spiel und so ging Milić nach sechs Monaten Vereinslosigkeit weiter zum FC Crotone. Zuletzt spielte der Mittelfeldspieler von August 2019 bis Juli 2021 beim iranischen Erstligisten Esteghlal Teheran und nahm dort auch an der AFC Champions League teil. Seitdem ist der Kroate ohne neuen Verein.

## Nationalmannschaft
Von 2013 bis 2014 absolvierte Milić sechs Partien für die Kroatische A-Nationalmannschaft, das einzige Pflichtspiel davon am 9. September 2014 bei der Qualifikation zur Europameisterschaft gegen Malta (2:0).

## Erfolge
Russischer Pokalsieger: 2014